# Veddige distrikt
Veddige distrikt är ett distrikt i Varbergs kommun och Hallands län. 
Distriktet ligger norr om Varberg. 

## Tidigare administrativ tillhörighet
Distriktet inrättades 2016 och utgörs av socknen Veddige i Varbergs kommun.
Området motsvarar den omfattning Veddige församling hade vid årsskiftet 1999/2000.